# Idefix
Idefix (Idéfix) è un personaggio immaginario presente all'interno della serie a fumetti Asterix, della coppia René Goscinny e Albert Uderzo. Nelle edizioni Star Comics è stato chiamato Ideafix, mentre nell'edizione italiana del film Asterix e Cleopatra il suo nome è stato tradotto con Ercolino.
È un cane di dimensioni minuscole, fedele amico e animale domestico di Obelix che nutre per lui un grande affetto, ricambiato. Fa la sua prima apparizione nell'albo Asterix e il giro di Gallia, ma viene chiamato per nome per la prima volta solo nell'avventura successiva, Asterix e Cleopatra; da allora è apparso almeno in una vignetta in tutte le storie successive.
Spesso relegato a "comparsa", talvolta accompagna Asterix e Obelix nelle loro avventure attraverso il mondo e in alcuni casi prende parte attiva alla trama. A ogni modo, molte volte lo si può vedere ai margini delle vignette mentre fa qualcosa di interessante, annusando, esplorando, interagendo con altri animali o, semplicemente, mettendosi nei guai.

## Il personaggio

### Prima apparizione e origine del nome
Idefix esordì sulle pagine della rivista Pilote nel 1963, all'interno della storia Asterix e il giro di Gallia; nella sua prima apparizione, nella sesta vignetta della tavola 9 di tale albo, lo si vede seduto fuori da una salumeria nella città di Lutetia. Vedendone uscire Asterix e Obelix carichi di cibo incomincia a seguirli, e rimane non visto alle loro calcagna per tutto il viaggio attraverso la Gallia. Solo nell'ultima tavola Obelix, tornato al villaggio, finalmente si accorge di lui e lo adotta, donandogli una carezza e un osso.
Uderzo ha dichiarato di aver inizialmente ideato il personaggio perché aveva bisogno di un "riempitivo" per alcune vignette dell'albo, che rischiavano di apparire troppo spoglie. Dopo varie discussioni con Goscinny, i due decisero infine di farne un personaggio fisso, cosa che avverrà a partire dall'albo successivo, Asterix e Cleopatra, in cui fra l'altro il cagnolino prende parte attiva alla trama aiutando Asterix, Obelix e Panoramix a uscire dalla Piramide in cui erano stati intrappolati, trovando la via del ritorno grazie al suo fiuto.
Il suo nome è un gioco di parole sull'espressione francese idée fixe, ovvero "idea fissa".
Per sceglierlo venne indetto un sondaggio tra i lettori della rivista Pilote, nel quale ognuno poteva avanzare le sue proposte. I risultati vennero pubblicati sul numero 216 del settimanale, uscito in edicola il 12 dicembre 1963, accompagnati da uno scritto dei due autori che motivava la loro scelta:
(Goscinny e Uderzo, Pilote n° 216)

### Caratteristiche
Fisicamente, Idefix è un cane di taglia veramente minuscola (entra tutto in una mano) dal pelo bianco colorato di nero sulla punta delle orecchie e della coda. La sua razza è indefinita, e non riconducibile a nessuna di quelle realmente esistenti; nei film dal vivo di Asterix viene "interpretato" da un Westie, che probabilmente è l'esemplare che più gli si avvicina. Le sue dimensioni minute sono esaltate dal contrasto con il suo gigantesco padrone; inoltre, la sua presenza sottolinea costantemente il cuore dolce e sensibile dell'altrimenti manesco Obelix, che nutre per il suo animale un affetto enorme.
Caratterialmente il cagnolino è estremamente affettuoso e socievole, e fa facilmente amicizia con gli altri animali che incontra nei suoi viaggi, dal colossale alano dei pirati Danesi conosciuto in Asterix in America ai pigri cani corsi di Asterix in Corsica. È inoltre amico del gallo del villaggio, Chanteclairix, come si scopre in un'avventura breve pubblicata all'interno di Asterix tra banchi e... banchetti. Si dimostra però aggressivo nei confronti dei Romani e, in generale, di chiunque si dimostri ostile ai suoi padroni, non esitando a ringhiare o attaccare con grande coraggio gli eventuali assalitori, incurante delle differenze di forza e di taglia.
Da buon cane, è dotato di un ottimo olfatto, come dimostra fin dalla sua prima avventura "ufficiale" in Asterix e Cleopatra, ed è particolarmente abile nello scovare cinghiali; in L'odissea di Asterix Obelix afferma come Idefix annusando sia "in grado di trovare qualunque cosa", parole immediatamente confermate dal cagnolino che riesce a scoprire un sorgente di petrolio in pieno deserto. A ogni modo, lo stesso Obelix non sembra saper sfruttare al meglio questa sua capacità, dal momento che pretende di insegnare al suo amico a quattro zampe a fiutare i menhir, che vorrebbe questi riportasse come fossero bastoncini.
Idefix dimostra spesso di essere molto intelligente, caratteristica che aumenta e diviene più evidente nel corso delle storie, comprendendo ciò che dicono i suoi amici umani e assumendo a volte degli atteggiamenti quasi antropomorfi. Di nuovo, tuttavia, il fatto di avere Obelix per padrone non si rivela un vantaggio per lui, dal momento che questi spesso si mette in testa di insegnargli "tutto ciò che sa": in Asterix e il paiolo dichiara di aver insegnato al cane a contare, dimostrando in realtà di non saper contare lui stesso. A ogni modo, Idefix ovviamente non parla, né esprime i propri pensieri in parole (al contrario di altri cani dei fumetti): di solito le sue nuvoletta mostrano disegni che rivelano i suoi pensieri. L'unica eccezione si ha in Le mille e un'ora di Asterix in cui, davanti a un gioco di parole piuttosto infelice di Assurancetourix lo si vede pensare "...e si definisce un poeta!"
Ancora, talvolta Idefix si dimostra piuttosto critico nei confronti dell'irrazionale esuberanza dei suoi amici Galli, che commenta sbuffando o picchiandosi la testa con un dito, in un gesto tipico di Obelix. In almeno due occasioni mostra apertamente il suo dissenso di fronte ad alcuni atteggiamenti particolarmente insensati di Obelix, andando invece ad appoggiare il più assennato Asterix: avviene in Asterix e l'indovino e soprattutto in Asterix e la Obelix SpA, storia in cui arriva a mordere il suo stesso padrone. Inoltre, forse per gelosia, Idefix si dimostra sempre estremamente critico nei confronti del ben noto debole di Obelix per le ragazze, sbuffando o ringhiando irritato ogni qual volta questi perde la testa per qualche fanciulla, come in Asterix legionario, Asterix e il regalo di Cesare e Asterix e il grande fossato.
Infine, la caratteristica più saliente di Idefix è di certo il suo grande amore per la Natura: definito dai suoi stessi autori un "cane ecologista", Idefix soffre terribilmente quando vede maltrattare o sradicare un albero, esprimendo il suo dolore con lunghi ululati di pianto. Questa peculiarità emerge la prima volta nell'albo Asterix e i Normanni, e diventerà da allora in poi un tratto distintivo del personaggio.

### Apparizioni notevoli
Idefix appare almeno per una vignetta in tutti gli albi della serie successivi alla sua prima apparizione in Asterix e il giro di Gallia; il suo ruolo in alcuni di questi è estremamente limitato, mentre in altri la sua parte si fa più corposa. Spesso il cagnolino accompagna Asterix e Obelix nei loro viaggi intorno al mondo, sebbene Asterix stesso di solito obietti come il cane sia troppo piccolo per imbarcarsi in simili avventure, opinione non condivisa dall'amico, che tenta sempre di trovare dei modi per portarselo dietro. Questo fin dalla sua prima avventura in Asterix e Cleopatra, in cui Idefix viene nascosto da Obelix in una sacca e da lui portato in Egitto; nel corso della storia il suo contributo si rivela importante, prima aiutando i padroni a fuggire dalla piramide e poi portando un messaggio a Cleopatra (sebbene a sua volta portato da Asterix).
In Asterix alle Olimpiadi partecipa alla spedizione olimpica in Grecia insieme al resto del villaggio, e lo si può vedere sognare di salire sul gradino più alto del podio e vedersi ricevere un osso d'oro. In Asterix e il paiolo accompagna i due Galli nella loro ricerca di denaro, e in Asterix in Iberia diventa grande amico di Pepe, il ragazzo ibero, legame che tuttavia suscita la gelosia di Obelix convinto che il giovane abbia una pessima influenza sul suo amico.
In Asterix e il Regno degli dei mette per la prima volta in luce tutto il suo animo ecologista, prendendo in antipatia l'architetto Angolacutus, reo di rovinare gli alberi e di aver intenzioni disboscatorie. In Asterix e l'indovino finisce nelle mire del ciarlatano del titolo, che vorrebbe leggere gli aruspici nelle sue interiora, ma viene difeso da un infuriato Obelix che dichiara "chi tocca Idefix si prende una sberla!", al che Asterix risponde ironicamente all'indirizzo dell'indovino "attento, le predizioni di Obelix in genere si avverano...". In Asterix in Corsica Obelix, pur di portarlo con sé nel viaggio, regala il cagnolino al corso Ocatarinetabelasciscix, per poi farselo donare indietro alla fine dell'avventura.
In Asterix e la Obelix SpA si dimostra insofferente verso i modi da "commerciante arricchito" di Obelix; in Il figlio di Asterix mette in luce le sue doti di baby-sitter trovandosi a doversi prendere cura di un bambino.
Infine, in Asterix e Latraviata trova una compagna e alla fine dell'episodio lo si può vedere attorniato da una vasta cucciolata.

## In altri media

### Cinema/televisione
Idefix appare in tutti i lungometraggi d'animazione che hanno per protagonista Asterix. È inoltre presente nei film dal vivo tratti dalla serie a partire dal 2000, in cui il suo ruolo è interpretato da un West Highland White Terrier.
Idéfix et les Irréductibles è una serie televisiva animata francese in onda sui canali France 4 e M6 di France Télévisions a partire dal 2021. Attualmente è composta da 52 episodi da 11 minuti ciascuno. Da novembre 2022 viene trasmessa anche in Italia con il titolo Idefix e gli irriducibili su Rai Gulp.

### Libri illustrati/fumetti
Libri illustrati
Nel 1973 uscì il primo di una serie di libri illustrati con protagonista Idefix. Rivolti esplicitamente ai bambini, con storie semplici illustrate da grandi disegni, questi albi non hanno alcuna relazione con le avventure a fumetti di Asterix.
Alcuni di questi libri sono stati tradotti in lingua italiana e pubblicati dalla Arnoldo Mondadori Editore. Inizialmente, nel 1974, ne raccolse sei nel cofanetto Idefix la mascotte di Asterix e Obelix.
| Numero tomo | Titolo originale                 | Titolo italiano          | Edizione in albo francese                | Pubblicazioni italiane                                              |
| ----------- | -------------------------------- | ------------------------ | ---------------------------------------- | ------------------------------------------------------------------- |
| 1           | Idéfix se fait un ami            | Idefix trova un amico    | ottobre 1972, Dargaud                    | - Cofanetto Idefix la mascotte di Asterix e Obelix, 1974, Mondadori |
| 2           | La chasse au sanglier            | La caccia al cinghiale   | ottobre 1972, Dargaud                    | - Cofanetto Idefix la mascotte di Asterix e Obelix, 1974, Mondadori |
| 3           | L'orage                          | La tempesta              | ottobre 1972, Dargaud                    | - Cofanetto Idefix la mascotte di Asterix e Obelix, 1974, Mondadori |
| 4           | Un goûter bien mérité            | Chi l'avrebbe mai detto! | ottobre 1972, Dargaud                    | - Cofanetto Idefix la mascotte di Asterix e Obelix, 1974, Mondadori |
| 5           | Idéfix et le bébé                | Idefix e il bebè         | aprile 1973, Dargaud                     | - Cofanetto Idefix la mascotte di Asterix e Obelix, 1974, Mondadori |
| 6           | Idéfix et le poisson clown       | Idefix e il pesce clown  | aprile 1973, Dargaud                     | - Cofanetto Idefix la mascotte di Asterix e Obelix, 1974, Mondadori |
| 7           | Idéfix à la neige                | -                        | aprile 1973, Dargaud                     | - non tradotto in italiano                                          |
| 8           | L'anniversaire d'Idéfix          | -                        | aprile 1973, Dargaud                     | - non tradotto in italiano                                          |
| 9           | Idéfix fait du sport             | -                        | ottobre 1973, Dargaud                    | - non tradotto in italiano                                          |
| 10          | Idéfix et la petite fille        | -                        | ottobre 1973, Dargaud                    | - non tradotto in italiano                                          |
| 11          | Une folle poursuite              | -                        | luglio 1973, Dargaud                     | - non tradotto in italiano                                          |
| 12          | Idéfix au cirque                 | -                        | luglio 1973, Dargaud                     | - non tradotto in italiano                                          |
| 13          | Idéfix magicien                  | Idefix e i filtri magici | gennaio 1974, Dargaud                    | - 1984, Mondadori                                                   |
| 14          | Idéfix et le perroquet           | Idefix e l'aquilotto     | gennaio 1974, Dargaud                    | - 1983, Mondadori                                                   |
| 15          | Idéfix s'en va-t'en guerre       | -                        | settembre 1974, Dargaud                  | - non tradotto in italiano                                          |
| 16          | Idéfix et le petit lapin         | -                        | ottobre 1974, Dargaud                    | - non tradotto in italiano                                          |
| 17          | Idéfix et le vilain petit aiglon | -                        | settembre 1982, Les Éditions Albert René | - non tradotto in italiano                                          |
| 18          | Idéfix et la grande fringale     | -                        | settembre 1982, Les Éditions Albert René | - non tradotto in italiano                                          |

Fumetti
I fumetti sono tratti dalla serie televisiva animata Idéfix et les Irréductibles (Idefix e gli irriducibili).
| Numero tomo                                                                                     | Titolo originale                     | Titolo italiano           | Edizione in albo francese              | Pubblicazioni italiane                  |
| ----------------------------------------------------------------------------------------------- | ------------------------------------ | ------------------------- | -------------------------------------- | --------------------------------------- |
| 1                                                                                               | Pas de quartier pour le latin!       | Idefix e gli irriducibili | giugno 2021, Les Éditions Albert René  | - n. 1, 10 novembre 2022, Panini Comics |
| Contiene le storie: La pallina di Karabina, Fluctuat N-Hic! Mergitur!, Labieno, tu non m'avrai! |                                      |                           |                                        |                                         |
| 2                                                                                               | Les Romains se prennent une gamelle! | Idefix e gli irriducibili | giugno 2022, Les Éditions Albert René  | - n. 2, 10 novembre 2022, Panini Comics |
| Contiene le storie: Uovo alla romana, L'affare del collare, La statua di Labieno                |                                      |                           |                                        |                                         |
| 3                                                                                               | Ça balance pas mal à Lutèce!         | -                         | ottobre 2022, Les Éditions Albert René | - ancora non pubblicato in italiano     |

## In altre lingue
Idefix mantiene il suo nome, con poche varianti di scrittura, nella maggior parte delle lingue in cui gli albi sono tradotti. Fa eccezione in particolare l'edizione in lingua inglese, sia negli Stati Uniti sia in Gran Bretagna, in cui è stato ribattezzato Dogmatix, nome con cui è universalmente noto nel mondo anglofono.
In italiano, un'eccezione è stata la traduzione delle edizioni Star Comics, che, per far meglio comprendere il senso originale del nome (idea fissa), hanno utilizzato Ideafix; inoltre nell'edizione italiana del film Asterix e Cleopatra il suo nome è stato ineditamente tradotto con Ercolino.
Altre variante del suo nome, nelle lingue in cui è stato pubblicato il fumetto, sono le seguenti:
- Idéiafix in portoghese
- Ideafix in spagnolo
- İdefiks in turco
- Gafarelix in occitano
- Waldix in alsaziano
- Dogmatix in inglese